# Vintilätunturi
Vintilätunturi är en kulle i Finland.   Den ligger i den ekonomiska regionen  Östra Lapplands ekonomiska region  och landskapet Lappland, i den norra delen av landet, 800 km norr om huvudstaden Helsingfors. Toppen på Vintilätunturi är 390 meter över havet, eller 79 meter över den omgivande terrängen. Bredden vid basen är 2,1 km.
Fjället Vintilätunturi ligger i Urho Kekkonens nationalpark, vid leden mellan Kiilopää och Sokosti och Luirojärvi i parkens centrala delar, de populäraste målen för dem som inte nöjer sig med dagsutflykter.
Terrängen runt Vintilätunturi är huvudsakligen platt.  Trakten runt Vintilätunturi är nära nog obefolkad, med mindre än två invånare per kvadratkilometer. Det finns inga samhällen i närheten. 